# Cyphonethes herzegowinensis
Cyphonethes herzegowinensis là một loài chân đều trong họ Trichoniscidae. Loài này được Verhoeff miêu tả khoa học năm 1900.